# Москва — Пекин
Русский с китайцем братья навек,

Крепнет единство народов и рас.

Плечи расправил простой человек,

С песней шагает простой человек,

Сталин и Мао слушают нас...
«Москва — Пекин» (известна по первой строчке «Русский с китайцем — братья навек…», которая стала крылатой, также известна как «Сталин и Мао слушают нас») — советская песня, написанная в 1949 году композитором Вано Мурадели на стихи Михаила Вершинина. Песня была написана на пике советско-китайской дружбы и призвана была служить её символом. Песня написана в ритме марша.

## История песни
Как отмечал Вячеслав Лукашин, в 1949 году в жизни народов Советского Союза тогда было два главных события: 70-летие И. В. Сталина и визит в Москву Мао Цзэдуна. В связи с этим Михаил Вершинин написал стихотворение, посвящённое дружбе СССР и коммунистического Китая. Вано Мурадели случайно увидел стихи в одном из журналов и решил положить их на музыку, используя конъюнктуру момента. Песня понравилась вождю. Вскоре Мурадели получил Сталинскую премию. А Мао услышал песню во время гастролей «александровцев» в Пекине и пожелал увидеть автора текста.
В журнале «Огонёк» в 1950 году песня характеризовалась так: «В суровых и лаконичных, но острых взлётах мелодии, в чеканном, сдержанном ритме песни слышится стремительная, нарастающая сила, мужественный пафос труда и борьбы свободных народов».
После прихода к власти Никиты Хрущёва упоминания о Сталине и Мао были из песни убраны. После советско-китайского раскола песня была «положена на полку», а строка «Русский с китайцем — братья навек» в неофициальном обиходе стала цитироваться иронически.

## Лирика
| Русский | Китайский （中文） |
| --- | --- |
| Русский с китайцем братья вовек. Крепнет единство народов и рас. Плечи расправил простой человек, С песней шагает простой человек, Сталин и Мао слушают вас*. Припев: Москва — Пекин. Идут, идут вперёд народы. За светлый труд, за прочный мир Под знаменем свободы. Слышен на Волге голос Янцзы, Видят китайцы сиянье Кремля; Мы не боимся военной грозы; Воля народов сильнее грозы; Нашу победу славит Земля. Припев В мире прочнее не было уз; В наших колоннах ликующий Май. Это шагает Советский Союз; Это могучий Советский Союз, Рядом шагает новый Китай! | 中苏人民是永久弟兄， 两大民族的友谊团结紧， 纯朴的人民并肩站起来， 纯朴的人民欢唱向前进。 斯大林和毛泽东领导（倾听）我们， 领导我们，领导我们！ 合唱: 莫斯科北京！ 人民在前进，前进，前进！ 为光辉劳动，为持久和平 在自由旗帜下前进！ 在伏尔加听到长江流水声 中国人民仰望克里姆红星 我们不怕战争威胁 人民的意志是强大雷鸣（无敌的） 全世界赞美我们胜利 我们胜利，我们胜利！ 合唱： 从没有这样牢固友情， 咱们的行列充满欢腾， 行进的大队苏维埃联盟， 坚强的大队苏维埃联盟。 并肩前进的是新中国！ 新中国！新中国！ |